# Dimitris Papakonstantinou
Dimitris Papakonstantinou (* 8. Februar 1957 in Athen) ist ein deutsch-griechischer Schriftsteller und Übersetzer.

## Leben
Papakonstantinou kam 1961 nach Deutschland und wuchs in Nürnberg auf. Er studierte u. a. Germanistik in Erlangen und Hamburg. In Hamburger Verhältnissen spielt auch sein Kriminalroman, genauer Psychothriller Dunkelziffer. Dimitris Papakonstantinou hat heute seine Wahlheimat wieder im Erlangener Raum und verdient seinen Lebensunterhalt überwiegend als Übersetzer.

## Werke
- Dunkelziffer. Kriminalroman um eine Männerfreundschaft. Rowohlt, Reinbek 1988. ISBN 3-499-18243-2